# Николаус фон Пуххайм
Никлас/Николаус фон Пуххайм (на немски: Niklas/Nikolaus Freiherr von Puchheim; † 1591) е австрийски благородник от стария рицарски род Пуххайм (Buchheim/Puchheim), фрайхер на Пуххайм в Горна Австрия.

## Произход и наследство
Той е големият син на Андреас фон Пуххайм († 1558), фрайхер на Рабс и Крумбах в Долна Австрия, и съпругата му Пракседис фон Еберщайн (1514 – 1569), дъщеря на граф Бернхард III фон Еберщайн (1459 – 1526) и Кунигунда фон Валдбург-Зоненберг (1482 – 1538). Внук е на фрайхер Георг IV фон Пуххайм-Крумбах († 1531) и Сабина Поликсена фон Волкенщайн-Роденег († 1494), дъщеря на Йохан фон Волкенщайн-Роденег († 1494) и Гертруд де Монтани. Брат е на Адам фон Пуххайм (1546 – 1608), господар на Пуххайм.
Родът фон Пуххайм получава през 1551 г. крепостта замък Пуххайм, който изгаря през 1585 г. и на неговото място се построява четири-крилен дворец в стил ренесанс. Фамилията притежава от 1378 до 1701 г. замък Рабс и през 1548 – 1571 г. дворец Крумбах в Долна Австрия.
Правнукът му Адолф Еренрайх фон Пуххайм († 1664) е издигнат на граф на Пуххайм.
- Замък Пуххайм (1674)
- Дворец Пуххайм

## Фамилия
Николаус фон Пуххайм се жени за Барбара фон Пуххайм, дъщеря на Михаел Лудвиг фон Пуххайм († 1580) и Маргарета фон Хартитцш. Те имат един син:
- Георг Еренрайх фон Пуххайм († 1612), женен 1595 г. за фрайин Юстина фон Алтхан (1578 – 1636), дъщеря на императорския съветник фрайхер Кристоф фон Алтхан († 1589) и фрайин Елизабет фон Тойфел († 1636)[2]; имат един син:
  - Адолф фон Пуххайм († 1639), фрайхер, баща на:
    - Адолф Еренрайх фон Пуххайм († 7 октомври 1664, Виена), граф на Пуххайм, женен на 12 май 1652 г. във Виена за графиня Мария Терезия Елеонора фон Лозенщайн (* 1628; † 27 април 1703, Виена); имат една дъщеря